# Chevroches
Chevroches település Franciaországban, Nièvre megyében. Lakosainak száma 114 fő (2022. január 1.). Chevroches Clamecy, Armes, Dornecy és Villiers-sur-Yonne községekkel határos.

## Népesség
A település népességének változása:
| Lakosok száma | 129  | 126  | 130  | 125  | 125  | 122  | 126  | 120  | 114  |
|               | 2013 | 2015 | 2016 | 2017 | 2018 | 2019 | 2020 | 2021 | 2022 |